# Потёмин, Андрей Иустинович
Андрей Иустинович Потёмин (1882 — 30 ноября 1919) — большевик, участник установления Советской власти в Верхнекамье, член первого уездного исполкома, первый советский директор Березниковского содового завода. Талантливый хозяйственник.

## Биография
Родился в Луганске в семье рабочего — слесаря. Окончил начальную школу и реальное училище. В 16 лет поступил на завод Гартмана, где освоил электротехнику и электромонтаж. Активно участвовал в забастовках в годы первой русской Революции.
В 1910 году прибыл в Верхнекамье, работал в электромастерской Содового завода шеф-монтером. В годы первой мировой войны был мобилизован, служил в автомобильных частях Петрограда.
В 1918 г. комиссар промышленного отдела Усольского исполкома. 9 августа 1918 года по акту национализации БСЗ был передан Деловому Совету, в состав которого входил Потемин, вскоре ставший председателем Делового Совета и первым «красным» директором завода.
Умер во время эпидемии сыпного тифа 30.11.1919.

## Память
- Именем Потёмина названа улица в Березниках.
- Памятная доска (угловой дом на пересечении улиц Потемина и Юбилейной, 95), открыта 19.03.1982 г., автор Г. П. Контарев.